# Kids (песня Робби Уильямса и Кайли Миноуг)
Kids — дуэт Робби Уильямса и Кайли Миноуг. Песня была выпущена в качестве второго сингла с четвёртого студийного альбома Уильямса Sing When You’re Winning и третьего сингла с седьмого студийного альбома Миноуг Light Years. Уильямс и автор песен Гай Чемберс совместно написал песню для Миноуг. Песня содержит отрывок из песни Sisters Love «Give Me Your Love». Музыкальное видео на песню содержит несколько отсылок к мюзиклу «Бриолин», особенно в хореографии Уильямса и Миноуг.

## Форматы и трек-лист
Британский CD сингл 1
1. «Kids» — 4:47
2. «John’s Gay» — 3:40
3. «Often» — 2:46
4. «Kids» — 4:47 (расширение видео)

Британский CD сингл 2
1. «Kids» — 4:47
2. «Karaoke Star» — 4:10
3. «Kill Me or Cure Me» — 2:14

## Чарты
| Чарт (2000)                        | Высшая позиция |
| ---------------------------------- | -------------- |
| Австралия (ARIA Charts)            | 14             |
| Бельгия (Фландрия) (Ultratop 50)   | 38             |
| Бельгия (Фландрия) (Ultratip)      | 1              |
| Бельгия (Валлония) (Ultratip)      | 10             |
| Ирландия (Irish Singles Chart)     | 9              |
| Италия (FIMI)                      | 29             |
| Нидерланды (Dutch Top 40)          | 24             |
| Новая Зеландия (Recorded Music NZ) | 5              |
| Швейцария (Schweizer Hitparade)    | 35             |
| Швеция (Sverigetopplistan)         | 31             |
| Великобритания (UK Singles Chart)  | 2              |